# Sune Ambrosiani
Karl Sune Fredrik Ambrosiani, född 31 december 1874 i Solna, död 23 januari 1950, var en svensk kulturhistoriker. Han var far till arkeologen Björn Ambrosiani.
Ambrosiani började redan på 1890-talet att dokumentera kulturhistoriska byggnader som medeltida kyrkor. År 1903 började han som amanuens vid Nordiska museet och blev 1911 filosofie doktor i Uppsala. Från 1918 till 1932 var han redaktör för Rig (Föreningen för svensk kulturhistorias tidskrift). Från och med år 1932 ledde han Nordiska museets registreringsavdelning.
Sune Ambrosiani var verksam för kulturminnesvården och utövade ett omfattande författarskap. Hans arbete var dessutom vägledande för den svenska fältforskningens metodologi.
Delar av hans arkiv bevaras på Nordiska museet.